# Dopper (motorfiets)
Dopper is een Nederlands merk dat in 1904 in Appingedam een motorfiets met dieselmotor produceerde. De machine had een vrij lange wielbasis en riemaandrijving.
In feite was het een product van Jan Dopper, draaiersbaas van de Appingedammer Bronsmotorenfabriek. Jan Brons had het dieselprincipe vereenvoudigd door in plaats van een brandstofinjectie met hooggecomprimeerde lucht een eenvoudig verstuiverbakje te monteren dat gedeeltelijk in de verbrandingsruimte stak. Hierdoor ontstonden zeer betrouwbare en zuinige stationaire motoren voor aandrijving van machines. Jan Dopper gebruikte het systeem om een 269cc-eencilindermotor voor de aandrijving van een fiets te maken. Jan Brons bouwde nog een tweecilinder blok voor vrachtauto’s, maar tot productie kwam het niet. Dit werd veroorzaakt doordat het verbrandingstijdstip niet geregeld kon worden, waardoor de motor slechts tot ca. 500 toeren per minuut goed liep.